# Grantola
Grantola é uma comuna italiana da região da Lombardia, província de Varese, com cerca de 1.190 habitantes. Estende-se por uma área de 2 km², tendo uma densidade populacional de 595 hab/km². Faz fronteira com Cassano Valcuvia, Cugliate-Fabiasco, Cunardo, Ferrera di Varese, Mesenzana, Montegrino Valtravaglia.

## Demografia
| Variação demográfica do município entre 1861 e 2011                               |
|                                                                                   |
| Fonte: Istituto Nazionale di Statistica (ISTAT) - Elaboração gráfica da Wikipedia |